# Marree Man
Marree Man eller Stuart's Giant er en moderne geoglyf, der blev opdaget fra luften den 26. juni 1998. Den blev fremstillet på et tidspunkt efter 27. maj 1998 hvor satellitfotos viser at området er uforstyrret, og det forestiller tilsyneladende en indfødt australier, der jager med en boomerang eller en pind. Den ligger på et plateau ved Finnis Springs 60 km vest for byen Marree i det centrale South Australia. Figuren er 4,2 km høj med en omkreds på 28 km. Selvom det er den næststørste geoglyf i verden (efter Sajamalinjerne), så er dens oprindelse et mysterie, idet der ikke findes et eneste vidne, der har set den blive fremstillet. Den fik navnet "Stuart's Giant" efter den opdagelsesrejsende John McDouall Stuart i en fax, der blev sendt anonymt til medierne af de mennesker som man antager har lavet den.
Kort efter opdagelsen blev stedet lukket af South Australias regering efter der blev blev lavet en retssag i juli af Native Title Claimants men i 2010 var det stadig tilladt at flyve henover området.